# Rapt (film, 1934)
Pour les articles homonymes, voir Rapt (homonymie).
Pour plus de détails, voir Fiche technique et Distribution.
Rapt est un film franco-suisse réalisé par Dimitri Kirsanoff en 1933, sorti en 1934, à partir du roman La Séparation des races de Charles-Ferdinand Ramuz. 

## Synopsis
D'un côté, il y a ceux du Valais qui parlent français et qui sont catholiques. Sur le versant d'en face vivent des Bernois, de langue allemande et de religion protestante. C'est dans ce contexte électrique que Firmin, berger valaisan, découvre son chien tué par le Bernois Hans. Il n'a dès lors plus qu'un désir, se venger. Pour ce faire, il enlève Elsi, la fiancée de Hans et, malgré la désapprobation de sa mère, séquestre la jeune femme dans sa maison...

## Fiche technique
- Titre : Rapt
- Titre alternatif : La Séparation des races
- Réalisateur : Dimitri Kirsanoff
- Scénario : Benjamin Fondane
- Décors : Erwin Scharf
- Lieu de tournage : Lens
- Photographie : Nicolas Toporkoff
- Musique : Arthur Honegger, Arthur Hoérée
- Montage : Mario Nalpas
- Société de production : Mentor-Film
- Pays :  France /  Suisse
- Langue : français
- Format : Noir et blanc - Son mono - 1,37:1
- Genre : Drame
- Durée : 82 minutes
- Années de sortie : France - 1934

## Distribution
- Geymond Vital : Firmin, un berger valaisan qui pour se venger de Hans, enlève sa fiancée
- Dita Parlo : Elsi, la fiancée de Hans, enlevée et séquestrée par Firmin
- Lucas Gridoux : Mânu, un idiot qui tombe amoureux d'Elsi
- Nadia Sibirskaïa : Jeanne
- Auguste Bovério : Mathias, le colporteur bernois
- Jeanne Marie-Laurent : la mère de Firmin
- Jean Gaspar Ilg : Gottfried
- Dik Rudens : Hans, un Bernois qui a tué le chien de Firmin
- Joe Alex
- Robert Bagger
- Charles-Ferdinand Ramuz : un villageois valaisan